# Senta Alvèra
Senta Alvèra (en francès Sainte-Alvère) és un municipi francès situat al departament de la Dordonya i a la regió de la Nova Aquitània.

## Demografia
| 1962                                       | 1968 | 1975 | 1982 | 1990 | 1999 | 2007 |
| ------------------------------------------ | ---- | ---- | ---- | ---- | ---- | ---- |
| 827                                        | 798  | 745  | 710  | 756  | 782  | 828  |
| Des de 1962: població sense dobles comptes |      |      |      |      |      |      |

## Administració
| Període   | Identitat       | Partit |
| --------- | --------------- | ------ |
| 1977-1986 | René Wilmet     |        |
| 1986-     | Philippe Ducène | UMP    |